# قلیس (یمن)
 قلیس  (در عربی:  قُلیَس )
نام روستایی است در دهستان القُلیس از توابع استان استان صَنعاء در کشور یمن در شبه جزیره عربستان.

## جمعیت
جمعیت آن (۵۵) نفر (۶ خانوار) می‌باشد.